# Mariä Geburt

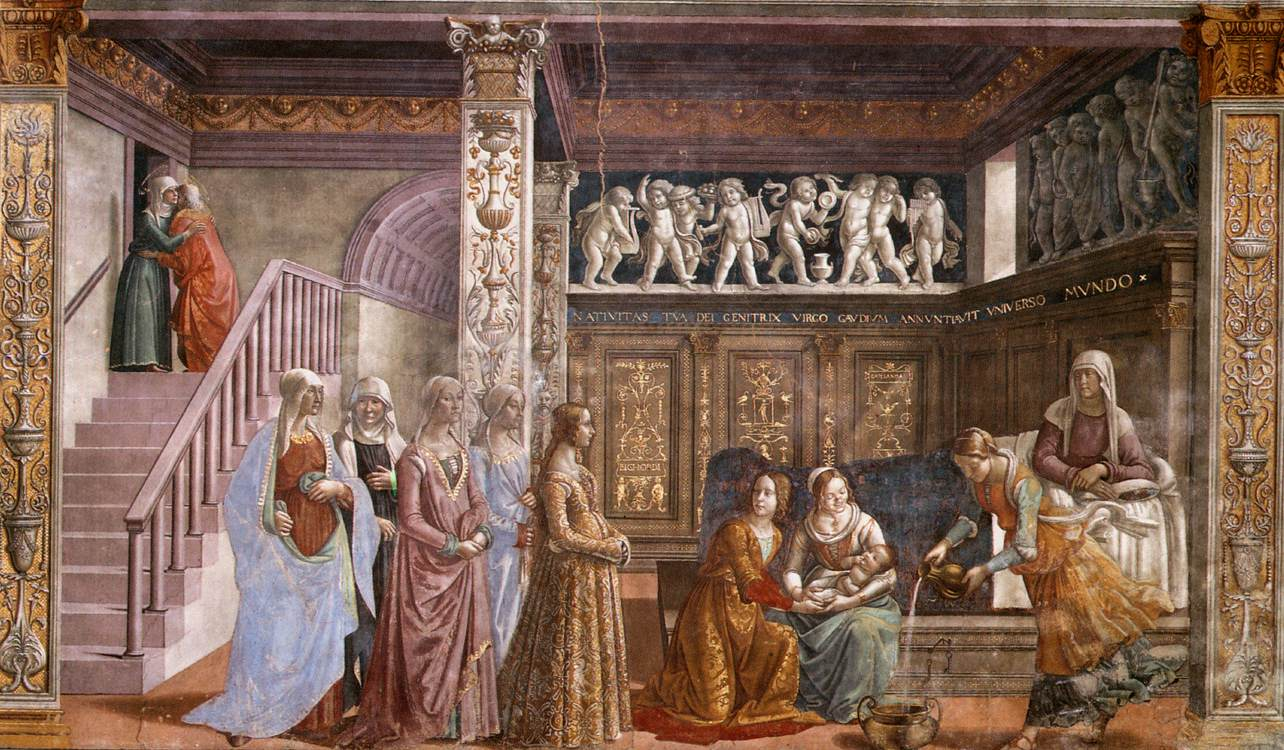
Mariä Geburt, Fresko von Domenico Ghirlandaio

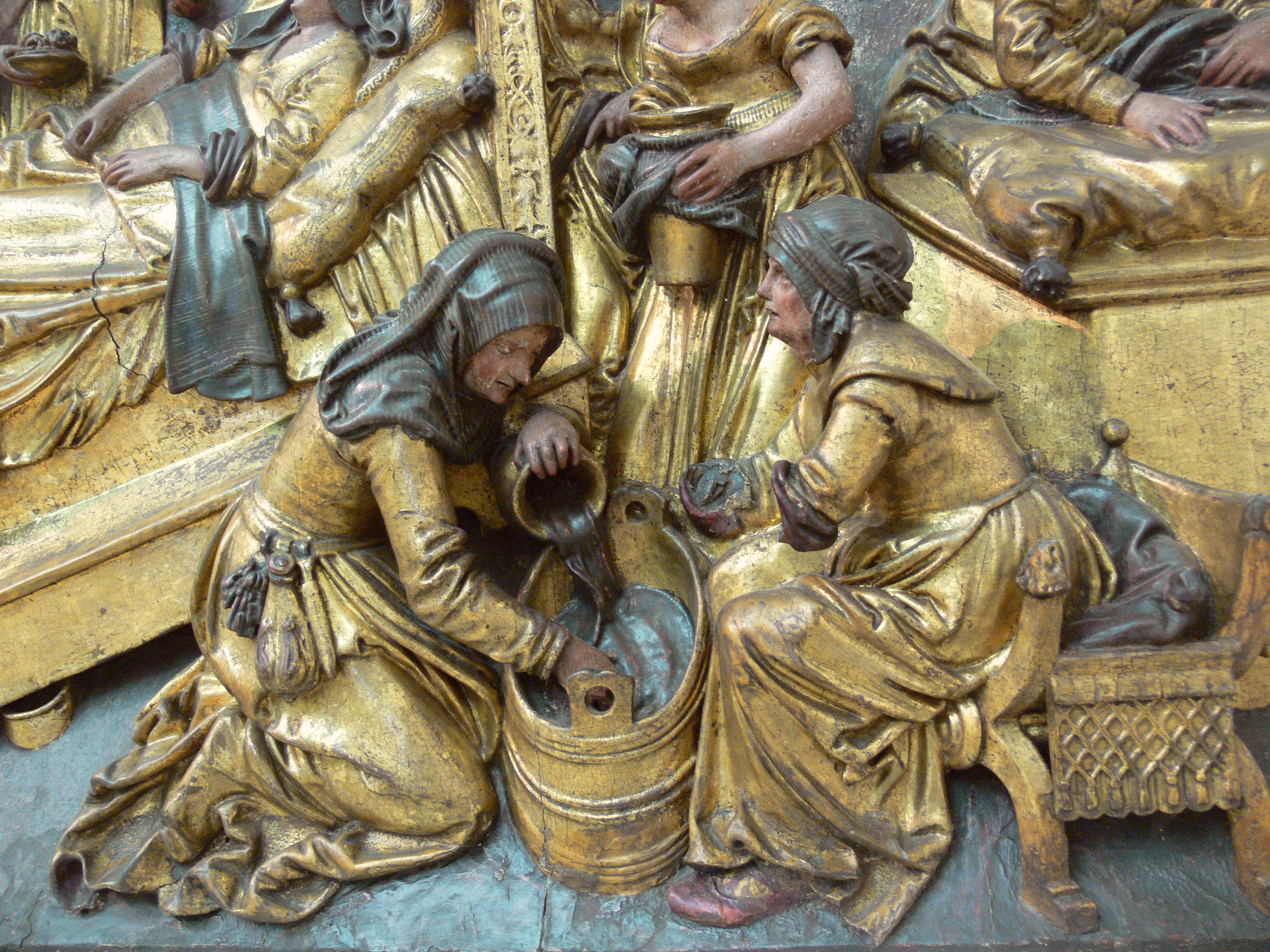
Skulptur der Geburt Mariens (Detail), Augsburg um 1520

Das Marienfest  Mariä Geburt (lateinisch Festum in Nativitate Beatae Mariae Virginis, auch Nativitas Mariae) wird im Kirchenjahr der römisch-katholischen Kirche, der orthodoxen Kirchen und der anglikanischen Kirche am 8. September gefeiert. Es erinnert an die Geburt Marias, der Mutter Jesu Christi.

## Geschichte
Das Fest entwickelte sich Ende des 5. Jahrhunderts aus dem Weihefest der heutigen St.-Anna-Kirche in Jerusalem, einer Basilika, die bei der Stelle errichtet ist, die von alters her als Geburtsort Mariens angesehen wird. Im 7. Jahrhundert wurde das Fest der Geburt der Gottesgebärerin in der Ost- und der Westkirche gefeiert. Das Fest der Geburt Mariens bestimmte später die Festlegung des Hochfestes der ohne Erbsünde empfangenen Jungfrau und Gottesmutter Maria auf den 8. Dezember, neun Monate vor dem 8. September.

## Verehrung
Dem Patrozinium der Geburt der Gottesmutter sind weltweit zahlreiche Kirchen und Klöster geweiht (siehe auch Mariä-Geburt-Kirche).
In den Tiroler Orten Nassereith und Obsteig wird am Sonntag nach Maria Geburt ein Hochamt mit anschließender Prozession gefeiert. Im rheinland-pfälzischen Neuleiningen findet am Samstag nach Mariä Geburt in der Wallfahrtskirche St. Nikolaus eine Marienfeier mit anschließender Lichterprozession durch das mit Kerzen erleuchtete Burgdorf statt. Am folgenden Sonntag wird der große Wallfahrtstag mit vielen Pilgern begangen; Höhepunkt ist der Wallfahrtsgottesdienst.

## Ikonographie
In der christlichen Ikonographie ist die Geburt Mariens ein häufiges Motiv als Einzeldarstellung, vor allem aber als Teil von Zyklen zum Marienleben, zum Leben der hl. Anna, der Mutter Mariens, oder zur Kindheits- und Jugendgeschichte Jesu. Gemälde und Skulpturen der Geburt Mariens enthalten oft genreartige Elemente, die Aufschluss über Geburtshilfe und Gebräuche rund um Geburt und Wochenbett der jeweiligen Entstehungszeit der Kunstwerke geben können. Bekannte Darstellungen sind das Fresko Ghirlandaios in der Florentiner Kirche Santa Maria Novella oder das Gemälde Geburt der Jungfrau von Pietro Lorenzetti in Siena.

## Mariä Geburt als gesetzlicher Feiertag
1969 wurde Mariä Geburt im Fürstentum Liechtenstein als gesetzlicher Feiertag aufgehoben, da zuvor der 1. Mai Feiertag geworden war. Im Jahr 1986 wurde der 8. September wieder zum Feiertag, und zwar in Erinnerung an die Pastoralreise Papst Johannes Pauls II. am 8. September des Vorjahres nach Liechtenstein. Um die Anzahl der gesetzlichen Feiertage insgesamt nicht zu erhöhen, wurde zugleich das Fest Mariä Verkündigung als gesetzlicher Feiertag gestrichen.

## Lostag
In Bauernregeln wird das Fest Mariä Geburt mit dem Herbstanfang in Verbindung gebracht: „Mariä Geburt fliegen die Schwalben furt“ und „Marie Geburt sin de Nüete [Nüsse] guet“. Im Volksmund wird das Fest Mariä Geburt auch „(kleiner) Frauentag“ genannt, im Unterschied zum „großen Frauentag“, dem Fest Mariä Himmelfahrt am 15. August.

## Märkte
In Telgte (Westfalen) findet nach dem Feiertag an einem Dienstag der traditionelle Mariä-Geburts-Markt statt. Auch im saarländischen Lebach gibt es Anfang September einen jährlichen Mariä-Geburts-Markt.